# Sekondi-Takoradi

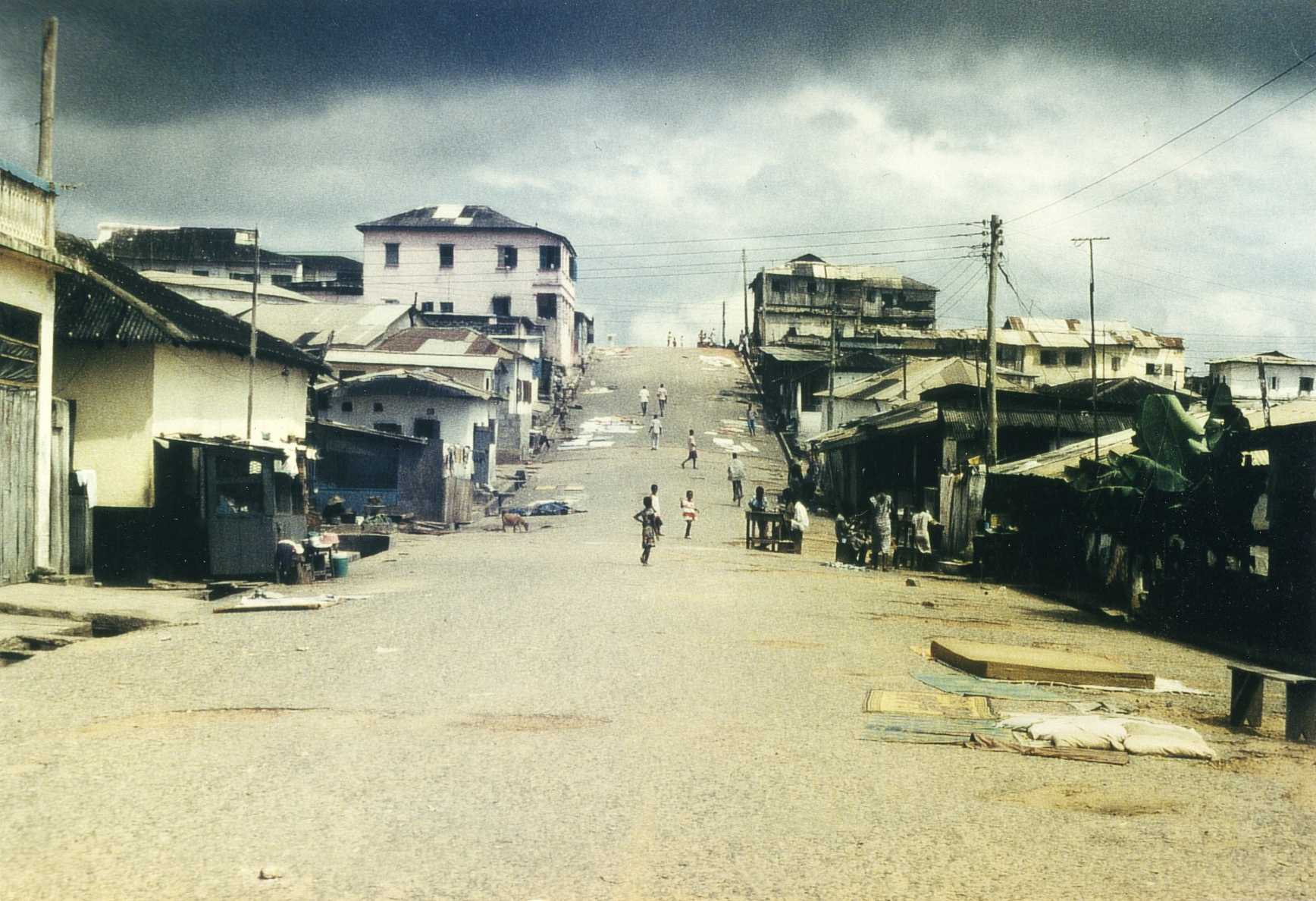
Sekondi.

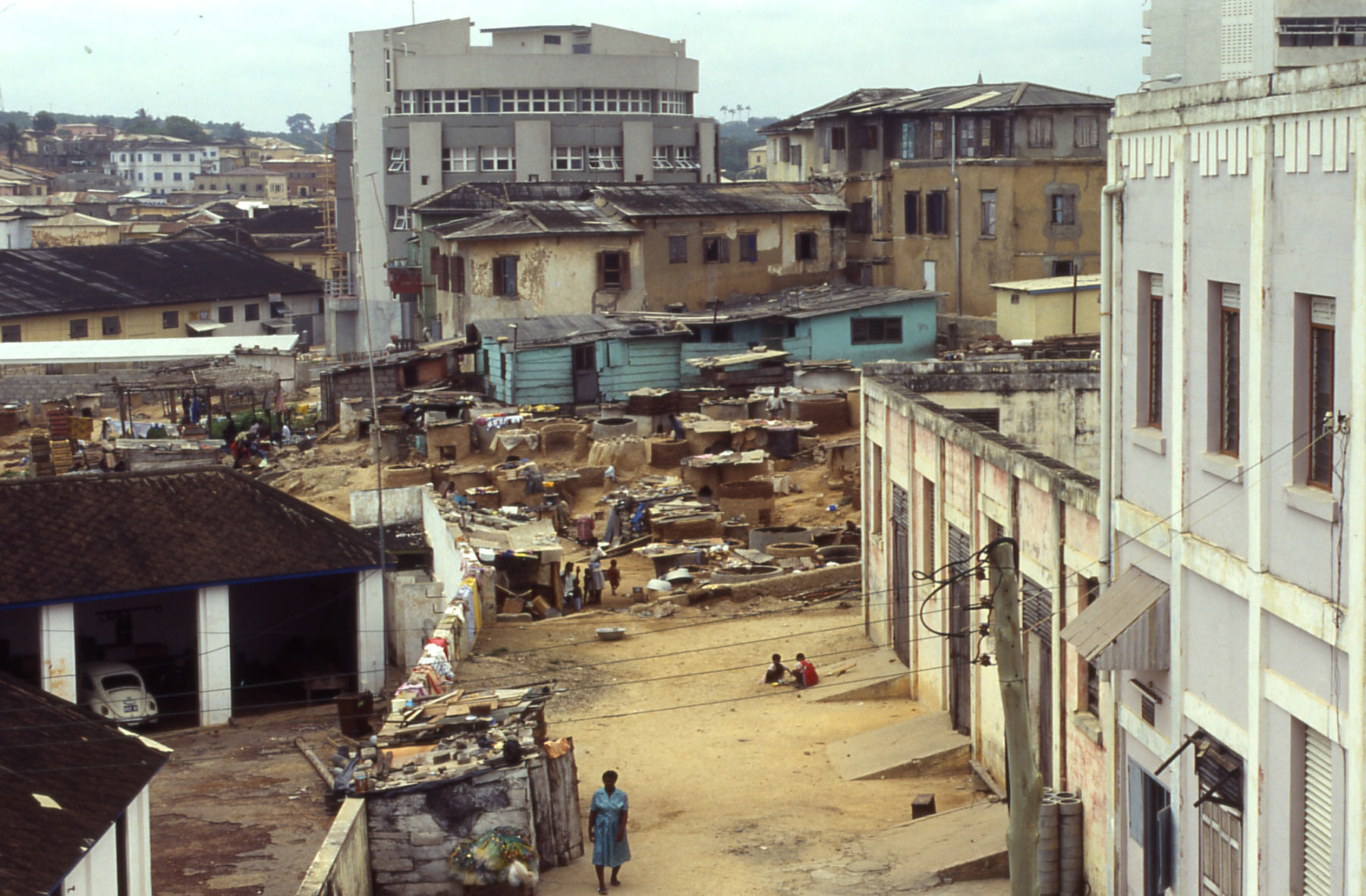
Takoradi.

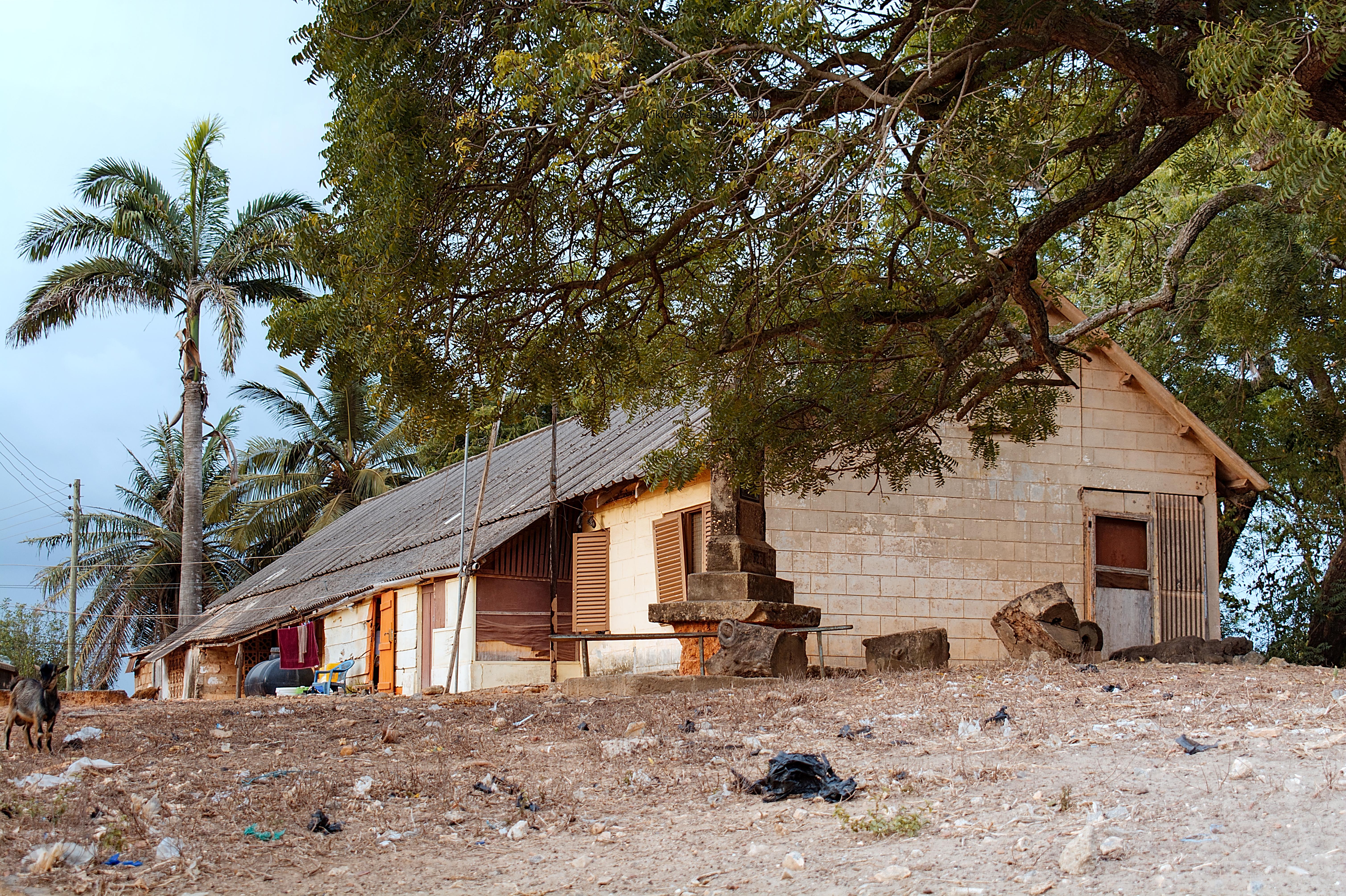
Ett hus i Sekondi-Takoradi

Sekondi-Takoradi är huvudstaden i Western Region i Ghana och ligger vid kusten i landets sydvästra del. Sekondi-Takoradi är landets tredje största stad och är ett industricentrum. Staden har växt upp runt tvillingstäderna Sekondi och Takoradi, och centralorten beräknades ha 710 751 invånare 2015. Sekondi-Takoradi är huvudort för ett administrativt distrikt, Sekondi-Takoradi Metropolitan, med en yta på 191,7 km². Huvudindustrierna i staden är trä (timmer och plywood), varv och järnvägsreparationer. Staden ligger på huvudjärnvägslinjerna till Accra och Kumasi.

## Historia
Delar av staden grundades av svenskar som Fort Witsen 1653. Sekondi och Takoradi slogs samman under gemensam administration som town council den 1 oktober 1903. Området fick status som city council 1976. Området döptes därefter om till Shama Ahanta East Metropolitan, vilket ändrades till Sekondi-Takoradi Metropolitan i december 2007. Samtidigt som namnändringen bröts en del av området ur och bildade ett separat distrikt under namnet Shama. Distriktet Ahanta West ingick i området fram till 1988.

## Administrativ indelning
Distriktet är indelat i fyra områden:
- Effia-Kwesimintsim
- Essikadu-Ketan
- Sekondi
- Takoradi